# Luigi Ricci (scenografo)
Luigi Ricci (fl. XX secolo) è stato uno scenografo italiano.

## Biografia
Attivo in campo cinematografico, iniziò la carriera nel 1938 curando le scenografie e talvolta gli arredi in una ventina di film in prevalenza girati negli studi Fert di Torino e talvolta in quelli della Pisorno di Tirrenia. Collabora con Piero Ballerini per cinque film e soprattutto con Carlo Borghesio in sei, alcuni dei quali interpretati da Erminio Macario. Tra il 1944 e i primi mesi del 1945 firma la scenografia e gli arredi di tre commedie nel periodo della Repubblica Sociale Italiana.
Dopo alcuni anni di inattività riprende nel 1950 sempre con Borghesio e anche con Pietro Germi, Fernando Cerchio e Glauco Pellegrini, ma fino al 1952 lavorò soltanto in sei pellicole. L'ultimo film del quale curò la scenografia fu nel 1955, La bella di Roma, diretto da Luigi Comencini e interpretato da Alberto Sordi e Silvana Pampanini. In seguito decide di abbandonare il cinema.

## Filmografia
- L'ultima carta, regia di Piero Ballerini (1938)
- Se quell'idiota ci pensasse..., regia di Nino Giannini (1939)
- Piccolo hotel, regia di Piero Ballerini (1939)
- È sbarcato un marinaio, regia di Piero Ballerini (1940)
- La granduchessa si diverte, regia di Giacomo Gentilomo (1940)
- Il cavaliere di Kruja, regia di Carlo Campogalliani (1940) – anche arredatore
- Cento lettere d'amore, regia di Max Neufeld (1940)
- L'ultimo combattimento, regia di Piero Ballerini (1941)
- Il chiromante, regia di Oreste Biancoli (1941)
- Il vagabondo, regia di Carlo Borghesio (1941)
- Il vetturale del San Gottardo, regia di Hans Hinrich e Ivo Illuminati (1942)
- Tentazione, regia di Hans Hinrich e Aldo Frosi (1942)
- La principessa del sogno, regia di Roberto Savarese e Maria Teresa Ricci (1942) – anche arredatore
- La fanciulla dell'altra riva, regia di Piero Ballerini (1942)
- Il campione, regia di Carlo Borghesio (1943)
- Il processo delle zitelle, regia di Carlo Borghesio (1944)
- Scadenza trenta giorni, regia di Luigi Giacosi e Luigi Rovere (1944)
- La signora è servita, regia di Nino Giannini (1945) – solo arredatore
- Il monello della strada, regia di Carlo Borghesio (1950)
- Il cammino della speranza, regia di Pietro Germi (1950)
- Il bivio, regia di Fernando Cerchio (1950) – anche arredatore
- Ombre sul Canal Grande, regia di Glauco Pellegrini (1951)
- Napoleone, regia di Carlo Borghesio (1951) – anche arredatore
- Gli angeli del quartiere, regia di Carlo Borghesio (1952)
- Peppino e la vecchia signora, regia di Piero Ballerini ed Emma Gramatica (1954) – solo arredatore
- La bella di Roma, regia di Luigi Comencini (1955)